# Aratta

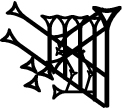
Aratta zapisane pismem klinowym

Aratta – bogate i obfite w surowce naturalne miasto–państwo wzmiankowane w sumeryjskich eposach o władcach I dynastii z Uruk: Enmerkarze ("Enmerkar i Pan Aratty", "Enmerkar i Ensuhkeszdana") i Lugalbandzie ("Lugalbanda w Jaskini Górskiej", "Lugalbanda i Ptak Anzu"). Lokalizowane zazwyczaj w górskich rejonach południowo-zachodniego Iranu. Za czasów Enmerkara (1 połowa III tys. p.n.e.) Arattę łączyły z Uruk stosunki handlowe, wydaje się też, że pozostawała ona pod silnym wpływem wyższej cywilizacji i kultury Sumerów. Boginią–opiekunką obu miast–państw była Inanna, jedna z czołowych postaci panteonu sumeryjskiego. Struktura administracyjna Aratty wzorowana była na sumeryjskiej, o czym świadczy m.in. wiele takich samych tytułów kapłańskich i urzędniczych. Aratta obfita miała być w takie surowce naturalne, jak złoto, srebro, lapis lazuli. Stamtąd pochodzić też mieli najlepsi rzemieślnicy.